# Peter Weiss plats
Peter Weiss plats är en plats i Stockholm, uppkallad efter författaren, filmaren och konstnären Peter Weiss (1916–1982).
Platsen invigdes år 2016. och är belägen där Barnhusgatan och Adolf Fredriks Kyrkogata möter Drottninggatan. Peter Weiss har anknytning till platsen därför att hans första bostad i Stockholm var Drottninggatan 71 D, en adress som han även återkom till i sina verk. Förslaget att namnge platsen till hans minne hade stöd av hans änka, Gunilla Palmstierna Weiss.